# Wilhelm Bauck
Carl Wilhelm Bauck född 13 december 1808 i Göteborg, död 8 oktober 1877 i Stockholm, var en svensk tonsättare, musikkritiker och översättare. Han var elev till Edmund Passy.
Bauck genomgick Göteborgs gymnasium, lärde pianospel vid tolv års ålder och studerade harmonilära i Göteborg samt senare musikteori för Edmund Passy i Stockholm. Han var organist i Engelska kyrkan i Göteborg 1828, gav privata lektioner i pianospelning, flyttade till Stockholm 1832 och ägande sig därefter åt musikhistoriska studier i utlandet, främst i Berlin. Han blev 1857 lärare i musikhistoria vid Stockholms musikkonservatorium. Sin största betydelse hade han som kritiker, från 1842 i Aftonbladet och från 1860 i Nya Dagligt Allehanda och från 1871 i Dagens nyheter. Bland hans musiklitterära produktion märks Handbok i musikens historia (3:e upplagan, 1888), Musikaliskt reallexikon (1871), Musiklära (10:e upplagan, 1914), samt en samling kritiska uppsatser, Musik och teater (1868). Han var far till konstnären Jeanna Bauck.
Bauck invaldes den 16 december 1845 som ledamot 313 av Kungliga Musikaliska Akademien och var dess bibliotekarie 1861–1877. Han var riddare av nordstjärneorden.